# Kleinschifferzeugnis

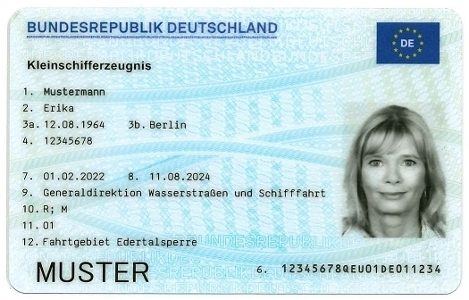
Muster Kleinschifferzeugnis

Das Kleinschifferzeugnis ist ein Befähigungszeugnis für die Binnenschifffahrt in Deutschland für gewerblich genutzte Sportboote bis zu einer Länge von 20 Metern.

## Allgemeines
Bis zum 18. Januar 2022 durften Sportboote und bestimmte Fahrzeuge bis zu einer Länge von 20 Metern mit dem Sportbootführerschein Binnen geführt werden. Der Nutzungszweck spielte keine Rolle. Mit dem Inkrafttreten der neuen Binnenschiffspersonalverordnung ist dieser Führerschein nur noch für reine Sport- und Erholungsfahrten gültig. Für jede gewerbliche Nutzung, z. B. als Fahrschulboot, als Werftüberführung oder in der nebenerwerblichen Fischerei, wird das Kleinschifferzeugnis benötigt.
Wird jedoch das gleiche Boot (wie etwa ein Fahrschulfahrzeug) vom Inhaber zu privaten Zwecken genutzt, reicht dafür der Sportbootführerschein Binnen.

## Übergangsregelung
Eine Übergangsbestimmung ermöglicht den Umtausch des Sportbootführerscheins in ein Kleinschifferzeugnis bis zum 17. Januar 2027 unter bestimmten Bedingungen und ohne Prüfung. Der Antrag ist bei der Generaldirektion Wasserstraßen und Schifffahrt zu stellen.

## Kritik
Zahlreiche Verbände der Wassersportwirtschaft üben Kritik an der Einführung des Kleinschifferzeugnisses und verlangen die Rücknahme der Verordnung.